# When the Children Cry
«When the Children Cry» (en español: «Cuando los niños lloran») es una power ballad interpretada por la banda de rock estadounidense White Lion. Es el tercer sencillo del segundo álbum de estudio Pride (1987). En Estados Unidos alcanzó la posición número 3 en la lista de éxitos estadounidense Billboard Hot 100, la número 7 en Mainstream Rock Tracksy la 88 en el Reino Unido a comienzos de 1989.
Se trata de una balada con una introducción de arpegio de guitarra, con un contenido lírico antibélico.

## Lista de canciones
Sencillo 7"
1. «When the Children Cry» – 4:18
2. «Lady of the Valley» – 6:35

## Posicionamiento en listas

#### Listas semanales
| Lista (1988-1989)                       | Máxima posición |
| --------------------------------------- | --------------- |
| Canadá (RPM Top Singles)                | 2               |
| Estados Unidos (Billboard Hot 100)      | 3               |
| Estados Unidos (Mainstream Rock Tracks) | 7               |
| Estados Unidos (Cash Box Top 100)       | 4               |
| Reino Unido (UK Singles Chart)          | 88              |
| Suecia (Sverigetopplistan)              | 7               |

#### Listas de fin de año
| Lista (1989)                       | Posición |
| ---------------------------------- | -------- |
| Canadá (RPM Top Singles)           | 53       |
| Estados Unidos (Billboard Hot 100) | 60       |

## Personal
- Mike Tramp - voz principal
- Vito Bratta - guitarra solista
- James LoMenzo - bajo
- Greg D'Angelo - batería

## Otras versiones
La canción fue regrabada en 1999 en el álbum Remembering White Lion (también lanzado como Last Roar en 2004) y una versión en vivo fue lanzada en el álbum en vivo de White Lion Rocking the USA. Las versiones regrabadas y en vivo fueron lanzadas como singles promocionales y más tarde como singles de iTunes. En 2004, una versión acústica de "When the Children Cry" fue incluida en la compilación VH1 Classic Metal Mania: Striped.